# Turrientes
Turrientes es una localidad del municipio burgalés de Cerratón de Juarros, en la Comunidad Autónoma de Castilla y León (España). 
La iglesia está dedicada a san Andrés Apóstol.

## Localidades limítrofes
Confina con las siguientes localidades:
- Al noreste con Villanasur Río de Oca.
- Al este con Mozoncillo de Oca.
- Al oeste con Arraya de Oca.
- Al noroeste con Cerratón de Juarros.

## Demografía
Evolución de la población
| Gráfica de evolución demográfica de Turrientes entre 2000 y 2017   |
|                                                                    |
| Población de derecho (2000-2017) según el padrón municipal del INE |

## Historia
Así se describe a Turrientes en el tomo XV del Diccionario geográfico-estadístico-histórico de España y sus posesiones de Ultramar, obra impulsada por Pascual Madoz a mediados del siglo XIX:

Aldea con ayuntamiento en la provincia, diócesis, audiencia territorial y capitanía general de Burgos (5 leguas), partido judicial de Belorado (3). Situada en un barranco y al pie N de los montes de Oca, donde disfruta de clima poco saludable. Tiene 17 casas, inclusa la municipal; una escuela de primeras letras; una iglesia parroquial (San Andrés) y una ermita bajo la advocación de Santa Águeda, sirviendo el culto de aquella un cura párroco y un sacristán. El término linda N Villalbos; E Villalomez y Villanasur; S Mozoncillo, y O Cerratón. El terreno es montuoso y le surcan 2 grandes arroyos, que desciende de los referidos montes y se unen a la entrada S del pueblo. Caminos: los de pueblo a pueblo. Producciones: trigo y centeno, y cría también algún ganado. Industria: la agrícola. Población: 17 vecinos, 58 almas. Capital productivo: 221.200 reales. Imponible: 21.212. Contribución: 1.832 reales 13 maravedíes.
Diccionario geográfico-estadístico-histórico de España y sus posesiones de Ultramar